# مارك وولوورك
مارك وولوورك (14 ديسمبر 1960 - ) (بالإنجليزية: Mark Wallwork)‏ هو لاعب كريكت بريطاني.